# HMS Vulpine (P79)
Le HMS Vulpine (pennant number : P79) est un sous-marin britannique de Classe V de la Royal Navy.

## Conception
La Royal Navy a construit soixante sous-marins de classe V. Le prix moyen par bateau du chantier naval était de 200 000 £, et la durée de construction pour la moitié d’entre eux était d’un an. La construction du HMS Vulpine a pris un an et demi, et son coût fut de 182 000 £. Le déplacement de ces navires était de 660 tonnes en surface et 740 tonnes en immersion. Leur vitesse était de 12,6 nœuds en surface et 9 nœuds en immersion. Ils transportaient 8 torpilles. Ces navires avaient un périscope d’observation d’un diamètre de 8 pouces en arrière et un périscope d’attaque de 6 pouces en avant
Les navires de classe V avaient une autonomie en immersion relativement élevée, car ils avaient reçu le même ensemble de batteries que les sous-marins de classe S plus grands (872 / 990 tonnes). Leurs moteurs principaux Diesel Paxman 6RXS avaient une puissance de 800 ch, et les moteurs électriques General Electric Corp. (États-Unis) une puissance de 940 ch. Les classes U et V sont les premiers sous-marins à propulsion Diesel-électrique de la Royal Navy, tant en surface qu’en immersion. Les deux lignes d'arbre et les deux hélices étaient toujours entraînées par les moteurs principaux GEC. Les deux moteurs diesel situés à l’avant de la salle des machines, l’un à droite et l’autre à gauche, l’un en face de l’autre, actionnaient chacun son générateur principal GEC de 275 KiloWatts.
La climatisation est essentielle à la capacité de combat et à l’endurance de l’équipage d’un sous-marin. Les classes U et V, qui n’étaient pas destinées aux opérations dans la chaleur de l’Extrême-Orient, étaient équipées d’une unité (contre 2 dans les navires de classe S et T) de conditionnement d'air au fréon de 55 000 BTU/h (environ 16 kW). Elle était utilisée pour ventiler les batteries et la purification de l’air, en absorbant le dioxyde de carbone et en assurant le réapprovisionnement en oxygène. La « pression » tactique des avions ennemis contre les sous-marins britanniques était limitée dans les zones d’opérations des côtes de Norvège, de la Manche et du golfe de Gascogne, alors que la Luftwaffe en 1941-1942 avait bien failli gagner la guerre en mer Méditerranée.

## Engagements
Le HMS Vulpine fut construit par Vickers-Armstrongs à Newcastle upon Tyne, au Royaume-Uni. Il est commandé le 21 mai 1942. Sa quille est posée le 18 novembre 1942, il est lancé le 28 décembre 1943 et mis en service le 2 juin 1944.
Son nom Vulpine désigne en anglais la fourrure du renard. Et de fait, son insigne représentait un renard couché, à la robe rousse. En service britannique, il servit de « plastron » pour les avions de la Royal Air Force, dont le radar devrait être capable de détecter le tube schnorchel d’un sous-marin allemand en immersion, quand il était hissé afin d’obtenir de l’air pour faire fonctionner les moteurs et recharger les batteries.
Désarmé et mis en réserve le 19 décembre 1945, le HMS Vulpine est prêté en 1947 à la marine royale danoise, où il sert sous le nom de Støren (U2). Il était l’un des trois sous-marins de classe V que les Britanniques ont transférés au Danemark après la Seconde Guerre mondiale.
Le chantier naval les a rénovés avec un schnorchel (mât constituant un tube d’air) afin que les moteurs diesel puissent fonctionner même lorsque les sous-marins naviguaient en immersion, à profondeur périscopique, et à une vitesse maximale de 8 nœuds. Ils ont aussi reçu un tout nouveau calculateur suédois pour traiter les données des capteurs du bateau sur la vitesse relative, les températures, la densité et la salinité des couches d’eau environnantes.
Lorsque l’OTAN a été formée en 1949, tous les navires de l’Alliance ont reçu un nouveau numéro de fanion standardisé : le Springeren de classe U (U-1) devint le S-321, et les navires de classe V Støren (U-2) et Seal (U-3) devinrent respectivement S-322 et S-323.
En 1953, le canon de pont est supprimé. Restitué par le Danemark en 1958, il est ferraillé en juin 1959 à Faslane.